# Ultratop
Az Ultratop egy olyan szervezet, mely a hivatalos belga lemezlisták adatait adja közre, illetve egyben a belga lemezlista elnevezése is. Az Ultratop egy nonprofit szervezet, mely a International Federation of the Phonographic Industry (IFPI) belga tagja, a Belgian Entertainment Association (BEA) hozott létre.

## Ultratop listák és területi változatok
Az Ultratop albumlistái területi illetve nyelvi elhatárolással működnek a belgiumi kulturális különbségeknek megfelelően. Ezért létezik egy holland terület lista és egy vallon lista. Mindkét listát három nyelven közli az Ultratop: holland nyelven a flamand lakosok számára, francia nyelven Vallónia lakóinak és angolul.
Flandria legjelentősebb listái az Ultratop 50 kislemezlista és az Ultratop 50 albumlista. Vallóniában az Ultratop 40 kislemezlista és Ultratop 50 albumlista működik, mely nem azonos a flamand Ultratop 50-nel. Ezen listák eredményei az eladási adatok alapján születnek, a dalait több belga rádióállomás, flamand és vallon tévécsatorna közvetíti.

## Ultratip
Az Ultratip egy ötvenes lista a kereskedelemben kapható kislemezekről, melyek alapja az eladási adatok és az adásidők (rádió- és televízióadások kombinálva az állomásra, a területre és a nyelvre jutó közönség számával). Különbsége az Ultratop listáktól, hogy azok csak az eladási adatokból állnak össze, és egy dal nem kerülhet az Ultratip listára, csak a sugárzási adatok alapján.